# Græse
Græse er en lille landsby i Nordsjælland med 207 indbyggere  (2025). Græse ligger 2 km øst for Græse Bakkeby og fem km nordøst for Frederikssund. Landsbyen ligger i Frederikssund Kommune i Græse Sogn.
I landsbyen findes Græse Kirke, sognehuset "Kirkeladen" samt præstegård.
I 2025 er anlagt den 10 ha store Græse kirkeskov nord for præstegården.